# Muntanya de Sant Salvador
La muntanya de Sant Salvador és una serra situada al municipi de Camarasa, a la comarca de la Noguera, amb una elevació màxima de 599 metres. És un contrafort meridional de la serra de Mont-roig.